# دارين بولوك
دارين بولوك (بالإنجليزية: Darren Bullock)‏ (12 فبراير 1969 في المملكة المتحدة - ) هو لاعب كرة قدم بريطاني في مركز الوسط. لعب مع روشدين ودايموندز وسويندون تاون وشيفيلد يونايتد ونادي بوري وهدرسفيلد تاون ونونيتون بورو ‏ ونادي ووستر سيتي.

## وصلات خارجية
- دارين بولوك على موقع قاعدة بيانات كرة القدم.إي يو (الإنجليزية)